# H. Klammt AG

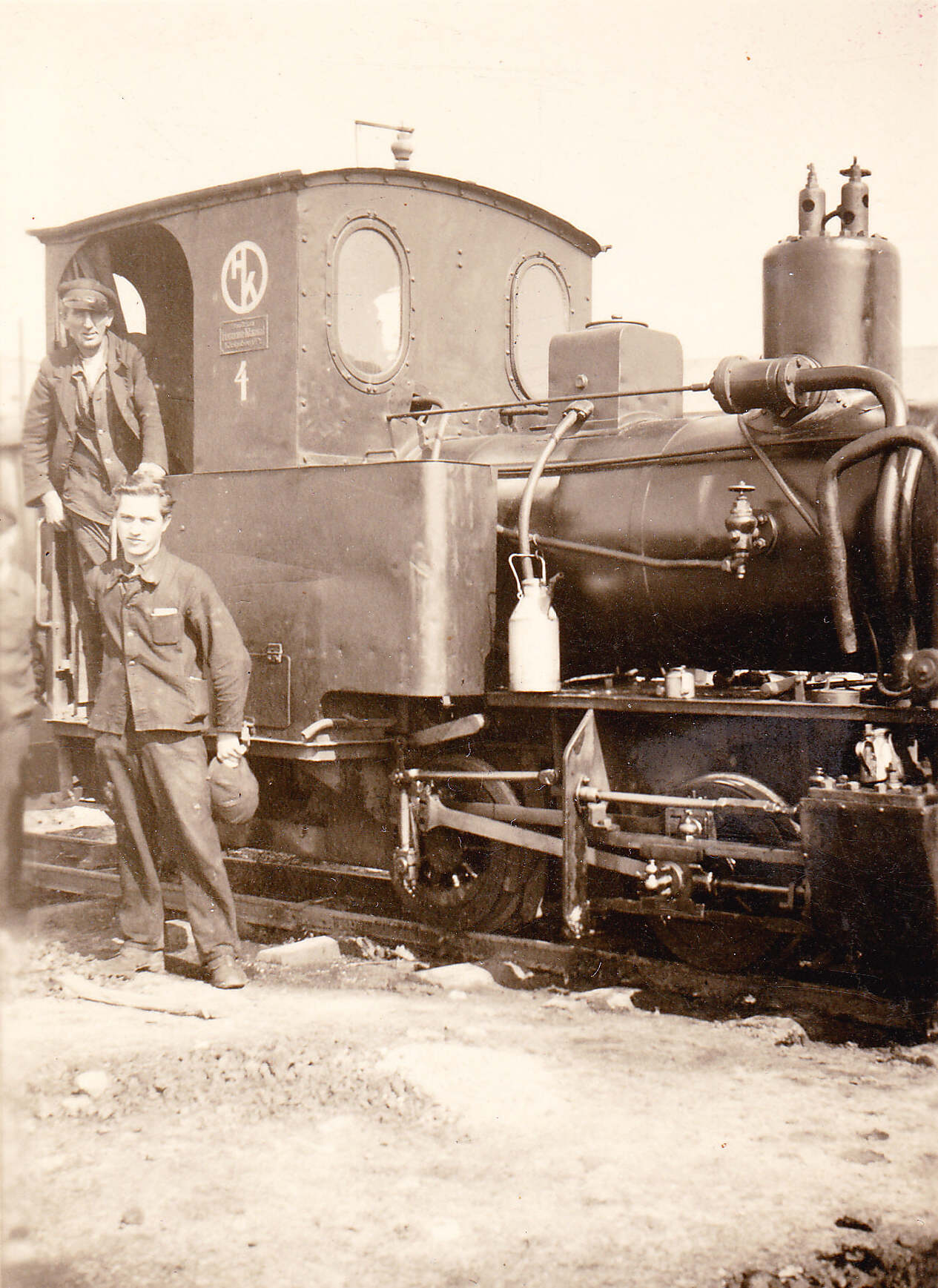
O&K Dampflokomotive HK Nr. 4, Baujahr 1915

Die H. Klammt AG war ein mittelständisches Bauunternehmen in Berlin, das maximal rund 2500 Mitarbeiter beschäftigte.

## Unternehmensgeschichte
1878 wurde die Bauunternehmung Hermann Klammt in Stettin gegründet. Im Jahr 1925 wurde durch Dr.-Ing. Hugo Klammt die H. Klammt GmbH in Berlin gegründet. Nach 1945 wurde das Stettiner Baugeschäft aufgegeben und Berlin wurde zum Hauptsitz. Nachdem Hugo Klammt 1954 gestorben war, erfolgte zwei Jahre später die Umwandlung zur Aktiengesellschaft.
1962 wurde das in Münster ansässige Bauunternehmen Karl Batteux von der H. Klammt AG übernommen. 1968 trat die H. Klammt AG als Kommanditist in die Müller Altvatter Bauunternehmung Stuttgart ein.
1972 erwarb die AG für Industrie und Verkehrswesen (AGIV) alle Klammt-Aktien und wurde alleinige Eigentümerin der Bauunternehmung. Klammt entwickelte sich in den 1980er Jahren zu einem im West-Berliner Bausektor wichtigen Bauunternehmen und führte viele Bauprojekte im Hoch- und Tiefbau aus.
1994 wurde zusammen mit der Wayss & Freytag AG die GBS Geräte und Baustellenservice GmbH gegründet. Die GBS betreut den Gerätepark der H. Klammt AG und der Wayss & Freytag AG, die ebenfalls zur AGIV gehörte. Der Bauhof wurde in Ludwigsfelde angesiedelt.
1995 zog die H. Klammt AG aus ihren ursprünglichen Büroräumen an der Joachimstaler Straße in Berlin-Charlottenburg in das neu erbaute Bürogebäude in der Augusta-Victoria-Allee im selben Stadtteil, wo sie heute noch als Immobilienunternehmen zu finden ist.
1996 trennte sich die AGIV von der Sparte „Bauwesen“ und verkauft die Klammt-Aktien über die Wayss & Freytag AG an die Hollandsche Beton Groep (HBG). Im selben Jahr wurde die Aktiengesellschaft wieder in eine Gesellschaft mit beschränkter Haftung umgewandelt. Aus der GBS wurde die HBG Services, die weiterhin die Baugeräte der H. Klammt GmbH, der Wayss & Freytag AG und nun auch der Müller Altvatter, jetzt BAM Deutschland AG, betreute.
Vier Jahre später wurde die H. Klammt GmbH aufgrund des harten Wettbewerbs auf dem Berliner Baumarkt zugunsten der Wayss & Freytag AG aufgelöst. Das Kapital der H. Klammt GmbH ging an die HBG und die Baugeräte wurden zum einen Teil verkauft und zum anderen Teil an die HBG Services überschrieben, werden aber noch häufig von der Wayss & Freytag AG auf ihren Baustellen eingesetzt.
Zur H. Klammt AG gehörten die Firmen
- Karl Batteux Bauunternehmung Münster
- H. Klammt Bauunternehmung Ludwigsfelde GmbH
- H. Klammt Bauunternehmung Wolfen GmbH
- H. Klammt Grundstücks und Wohnungsbaugesellschaft
- Müller Altvatter Bauunternehmung Stuttgart
- Müller Altvatter Betonwerk Holzminden
- Moluc Verwaltungsgesellschaft München
- Heinrich Rennert Ingenieurbau Neuss
- Sidom Verwaltung Berlin
- Josef Wierer Dachbau GmbH Berlin
- FBS Transportbeton Dresden
- GBS Geräte und Baustellenservice GmbH Ludwigsfelde
- Rollbeton GmbH Berlin
- Stadtbau & Haus-Modernisierung GmbH Stuttgart

## Sonstiges
Das Unternehmen half 1990 beim Pink-Floyd-Konzert „The Wall“ aus. Um für die Bühnenshow mehrere große Puppen zu bewegen, baute die Klammt AG zwei Peiner Turmdrehkrane auf.
Klammt baute viele berühmte Berliner Gebäude, darunter das Europa-Center, das ICC Berlin, das Kant-Dreieck, den Lindencorso und das Max-Liebermann-Haus.